# Woolwich Arsenal (DLR)
Woolwich Arsenal is een station van de Docklands Light Railway in de Royal Borough of Greenwich.

## Geschiedenis
De voorbereidingen voor de verbinding van de DLR met Woolwich begon in 1997. Het project omvatte het boren van twee tunnels onder de Theems en op 12 januari 2009 opende Boris Johnson het DLR station naast het spoorwegstation van Woolwich. Vanuit Woolwich Arsenal kan men zonder overstappen reizen naar London City Airport, Stratford International en Bank. Het eerstvolgende station van de DLR vanuit Woolwich is King George V in North Woolwich. In 2016 bedroeg de reizigersstroom 14,684 miljoen gebruikers.

## Ligging en inrichting
Het station heeft twee ingangen, een aan Greens End, naast de ingang van het station, en de andere aan de Woolwich New Road. Het is geheel rolstoeltoegankelijk. Het DLR-station heeft één ondergronds eilandperron (genummerd spoor 3 en 4). Trappen, roltrappen en liften verbinden het perron met de bovengrondse entreegebouwen. Aan de noordkant van het perron ligt een kruiswissel zodat treinen vanaf beide sporen kunnen vertrekken en binnenkomen.

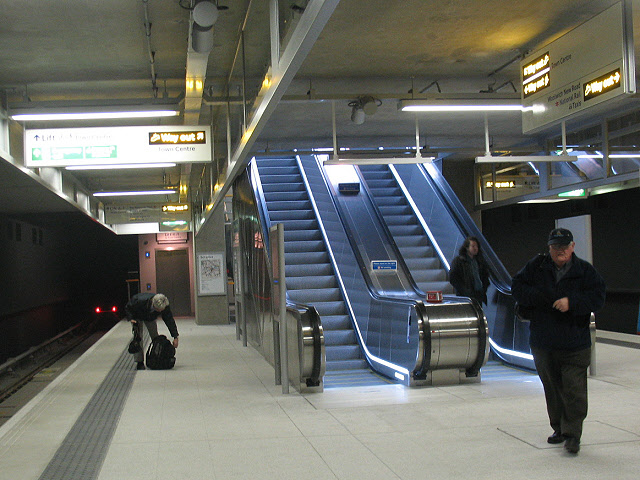
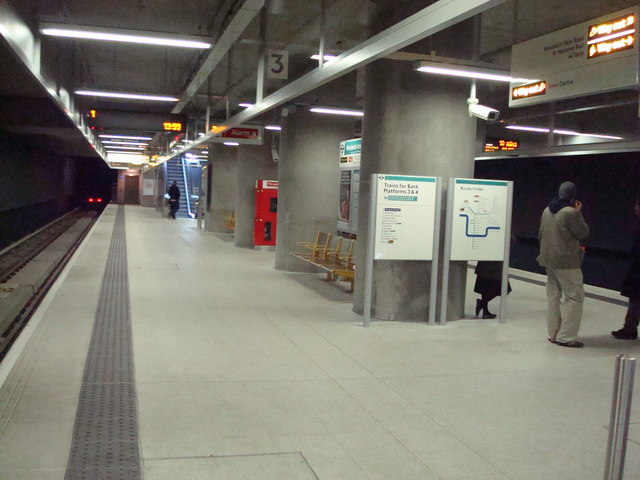
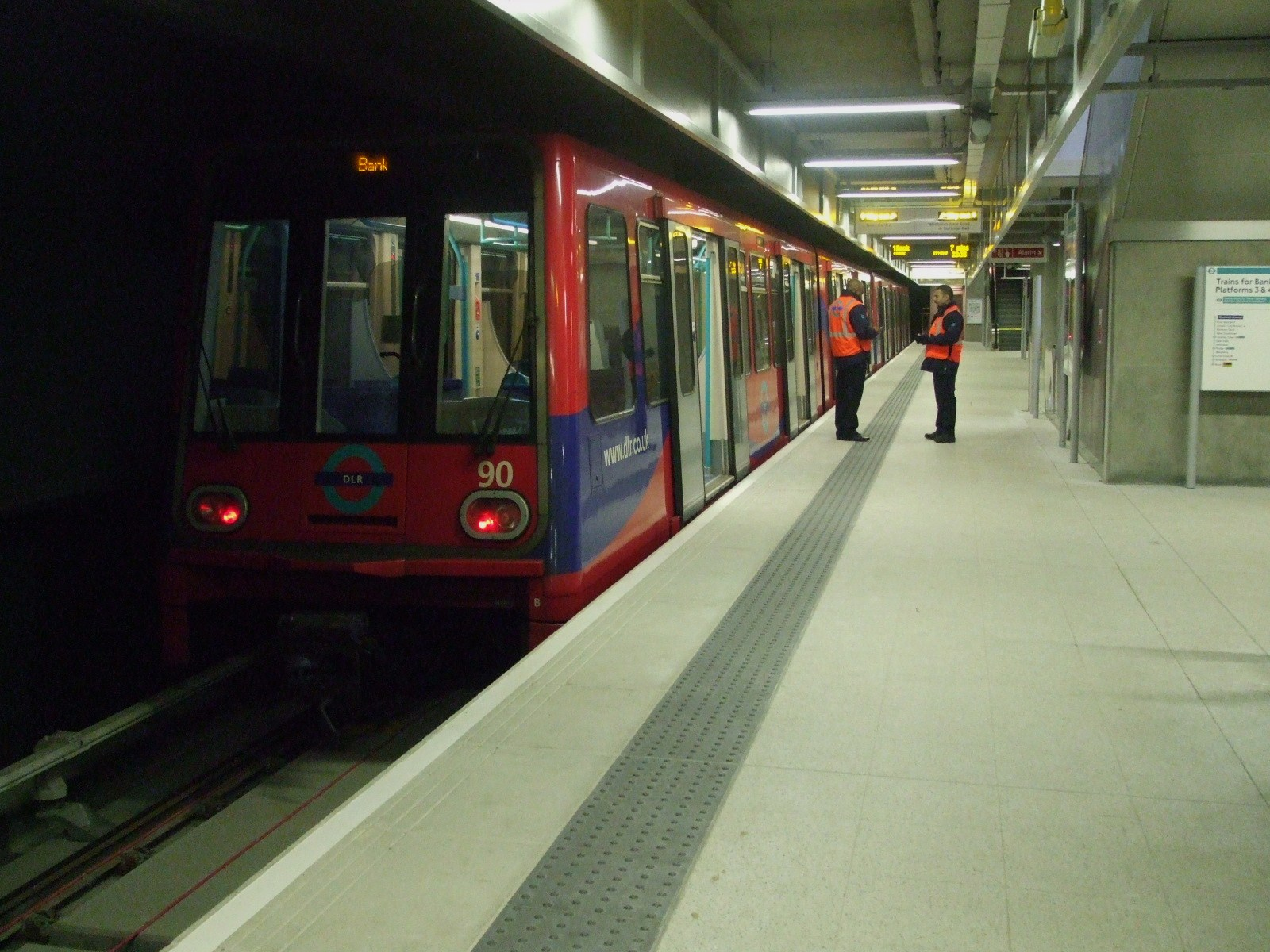
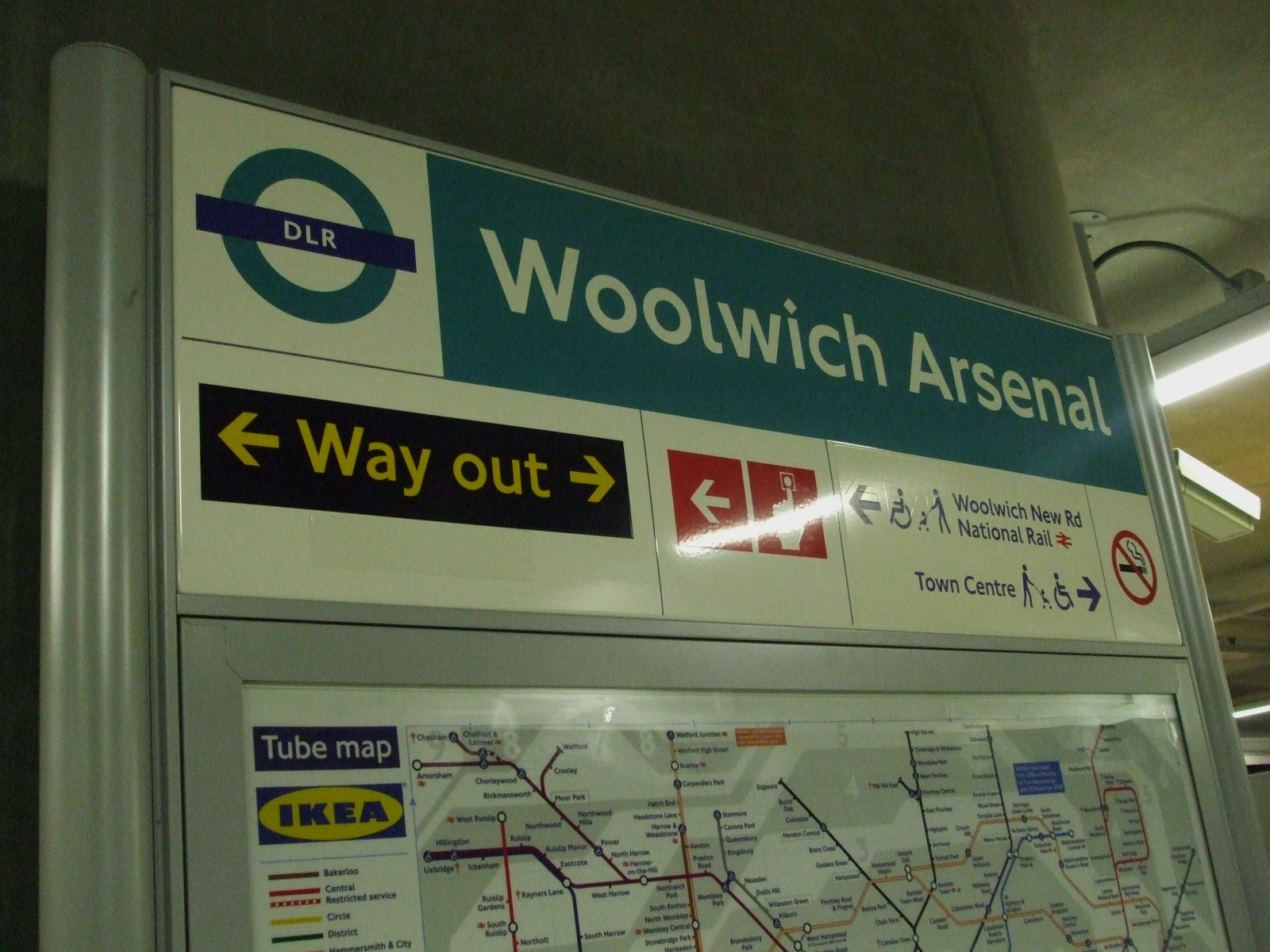
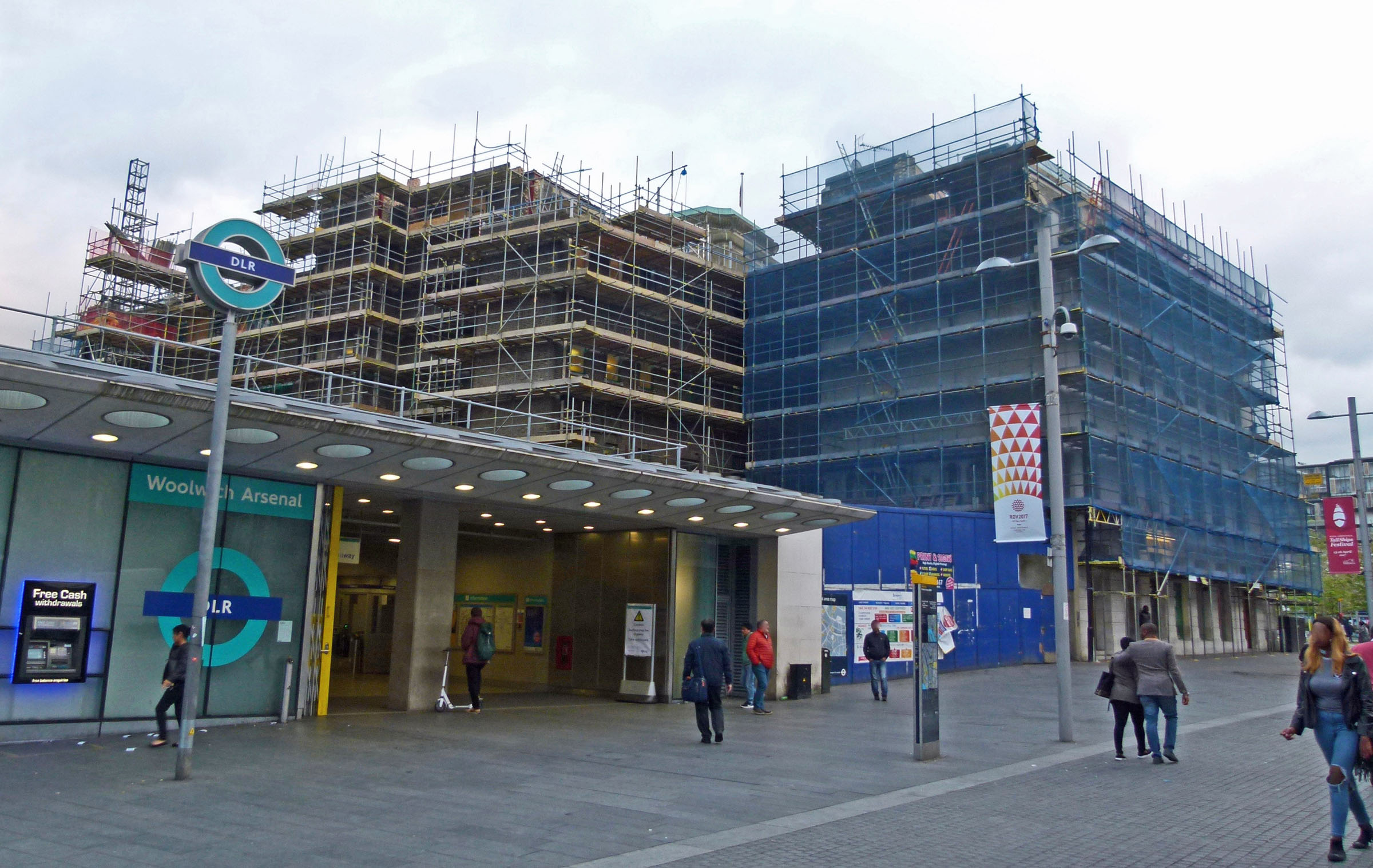
DLR-entree, Powis Street
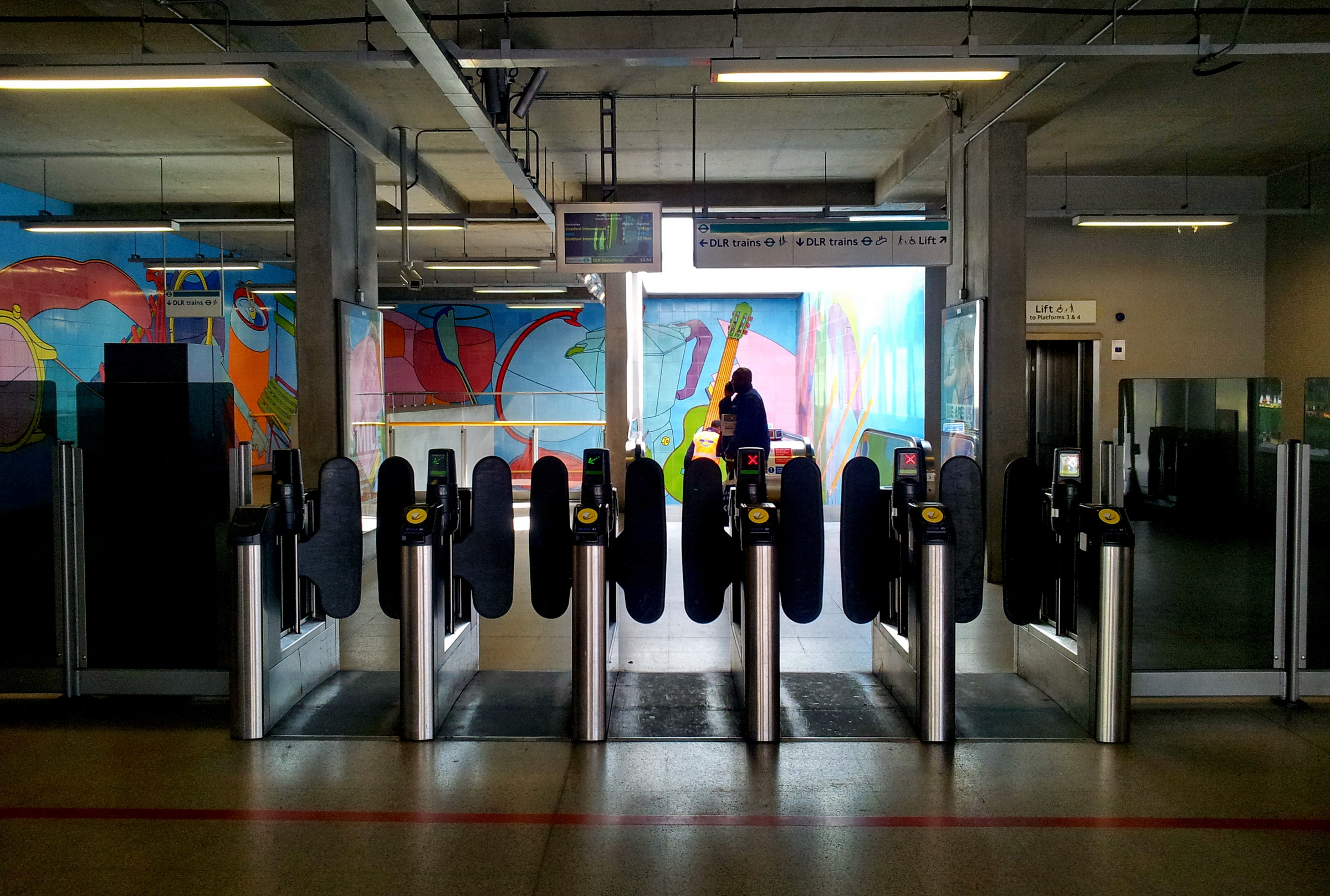
Idem, met kunstwerk Streetlife

## Reizigersdienst
Het eindpunt Woolwich Arsenal DLR wordt bediend door treinen op de routes:
- Stratford International-Woolwich Arsenal.
- Bank-Woolwich Arsenal.

Het station sluit aan op treinen vanaf station Woolwich Arsenal.
Het biedt ook toegang te voet: naar bushaltes van de lijnen: 51, 53, 54, 96, 161, 177, 178, 180, 244, 291, 380, 386, 422, 469, 472 en N53; en bij de pier aan de Theems: Woolwich Arsenal Pier.